# غريغوري دونكان كاميرون
غريغوري دونكان كاميرون (بالإنجليزية: Gregory Duncan Cameron)‏ هو مدرب خيول أمريكي، ولد في 1894 في كاليفورنيا في الولايات المتحدة، وتوفي في 11 يوليو 1952 بسبب خثار.